# Rotundivalva blanda
Rotundivalva blanda är en fjärilsart som beskrevs av Antonius Johannes Theodorus Janse 1951. Rotundivalva blanda ingår i släktet Rotundivalva och familjen stävmalar. Inga underarter finns listade i Catalogue of Life.